# Laureus World Sports Awards/Weltsportler des Jahres
Diese Liste zählt alle Sportler auf, die bei den Laureus World Sports Awards als „Weltsportler des Jahres“ nominiert waren. Die Sieger sind durch fett ausgezeichneten Text hervorgehoben.

## Liste der Sieger und Nominierten
| 2000 | Tiger Woods (USA)                       | Golf              |
|      | Andre Agassi (USA)                      | Tennis            |
|      | Maurice Greene (USA)                    | Leichtathletik    |
| 2001 | Tiger Woods (USA)                       | Golf              |
|      | Pieter van den Hoogenband (Niederlande) | Schwimmen         |
|      | Steven Redgrave (Großbritannien)        | Rudern            |
|      | Michael Schumacher (Deutschland)        | Formel 1          |
|      | Ian Thorpe (Australien)                 | Schwimmen         |
| 2002 | Michael Schumacher (Deutschland)        | Formel 1          |
|      | Lance Armstrong (USA)                   | Radsport          |
|      | Maurice Greene (USA)                    | Leichtathletik    |
|      | Ian Thorpe (Australien)                 | Schwimmen         |
|      | Tiger Woods (USA)                       | Golf              |
| 2003 | Lance Armstrong (USA)                   | Radsport          |
|      | Ole Einar Bjørndalen (Norwegen)         | Biathlon          |
|      | Ronaldo (Brasilien)                     | Fußball           |
|      | Michael Schumacher (Deutschland)        | Formel 1          |
|      | Tiger Woods (USA)                       | Golf              |
| 2004 | Michael Schumacher (Deutschland)        | Formel 1          |
|      | Lance Armstrong (USA)                   | Radsport          |
|      | Roger Federer (Schweiz)                 | Tennis            |
|      | Michael Phelps (USA)                    | Schwimmen         |
|      | Valentino Rossi (Italien)               | Motorradsport     |
|      | Jonny Wilkinson (Großbritannien)        | Rugby Union       |
| 2005 | Roger Federer (Schweiz)                 | Tennis            |
|      | Lance Armstrong (USA)                   | Radsport          |
|      | Hicham El Guerrouj (Marokko)            | Leichtathletik    |
|      | Michael Phelps (USA)                    | Schwimmen         |
|      | Valentino Rossi (Italien)               | Motorradsport     |
|      | Michael Schumacher (Deutschland)        | Formel 1          |
| 2006 | Roger Federer (Schweiz)                 | Tennis            |
|      | Fernando Alonso (Spanien)               | Formel 1          |
|      | Lance Armstrong (USA)                   | Radsport          |
|      | Ronaldinho (Brasilien)                  | Fußball           |
|      | Valentino Rossi (Italien)               | Motorradsport     |
|      | Tiger Woods (USA)                       | Golf              |
| 2007 | Roger Federer (Schweiz)                 | Tennis            |
|      | Fernando Alonso (Spanien)               | Formel 1          |
|      | Fabio Cannavaro (Italien)               | Fußball           |
|      | Asafa Powell (Jamaika)                  | Leichtathletik    |
|      | Michael Schumacher (Deutschland)        | Formel 1          |
|      | Tiger Woods (USA)                       | Golf              |
| 2008 | Roger Federer (Schweiz)                 | Tennis            |
|      | Tyson Gay (USA)                         | Leichtathletik    |
|      | Kaká (Brasilien)                        | Fußball           |
|      | Michael Phelps (USA)                    | Schwimmen         |
|      | Kimi Räikkönen (Finnland)               | Formel 1          |
|      | Tiger Woods (USA)                       | Golf              |
| 2009 | Usain Bolt (Jamaika)                    | Leichtathletik    |
|      | Lewis Hamilton (Großbritannien)         | Formel 1          |
|      | Rafael Nadal (Spanien)                  | Tennis            |
|      | Michael Phelps (USA)                    | Schwimmen         |
|      | Cristiano Ronaldo (Portugal)            | Fußball           |
|      | Valentino Rossi (Italien)               | Motorradsport     |
| 2010 | Usain Bolt (Jamaika)                    | Leichtathletik    |
|      | Kenenisa Bekele (Äthiopien)             | Leichtathletik    |
|      | Alberto Contador (Spanien)              | Radsport          |
|      | Lionel Messi (Argentinien)              | Fußball           |
|      | Valentino Rossi (Italien)               | Motorradsport     |
|      | Roger Federer (Schweiz)                 | Tennis            |
| 2011 | Rafael Nadal (Spanien)                  | Tennis            |
|      | Kobe Bryant (USA)                       | Basketball        |
|      | Andrés Iniesta (Spanien)                | Fußball           |
|      | Lionel Messi (Argentinien)              | Fußball           |
|      | Manny Pacquiao (Philippinen)            | Boxen             |
|      | Sebastian Vettel (Deutschland)          | Formel 1          |
| 2012 | Novak Đoković (Serbien)                 | Tennis            |
|      | Usain Bolt (Jamaika)                    | Leichtathletik    |
|      | Cadel Evans (Australien)                | Radsport          |
|      | Lionel Messi (Argentinien)              | Fußball           |
|      | Dirk Nowitzki (Deutschland)             | Basketball        |
|      | Sebastian Vettel (Deutschland)          | Formel 1          |
| 2013 | Usain Bolt (Jamaika)                    | Leichtathletik    |
|      | Mo Farah (Großbritannien)               | Leichtathletik    |
|      | Lionel Messi (Argentinien)              | Fußball           |
|      | Michael Phelps (USA)                    | Schwimmen         |
|      | Sebastian Vettel (Deutschland)          | Formel 1          |
|      | Bradley Wiggins (Großbritannien)        | Radsport          |
| 2014 | Sebastian Vettel (Deutschland)          | Formel 1          |
|      | Usain Bolt (Jamaika)                    | Leichtathletik    |
|      | Mo Farah (Großbritannien)               | Leichtathletik    |
|      | LeBron James (USA)                      | Basketball        |
|      | Rafael Nadal (Spanien)                  | Tennis            |
|      | Cristiano Ronaldo (Portugal)            | Fußball           |
| 2015 | Novak Đoković (Serbien)                 | Tennis            |
|      | Lewis Hamilton (Großbritannien)         | Formel 1          |
|      | Renaud Lavillenie (Frankreich)          | Leichtathletik    |
|      | Marc Márquez (Spanien)                  | Motorradsport     |
|      | Rory McIlroy (Großbritannien)           | Golf              |
|      | Cristiano Ronaldo (Portugal)            | Fußball           |
| 2016 | Novak Đoković (Serbien)                 | Tennis            |
|      | Usain Bolt (Jamaika)                    | Leichtathletik    |
|      | Stephen Curry (USA)                     | Basketball        |
|      | Lewis Hamilton (Großbritannien)         | Formel 1          |
|      | Lionel Messi (Argentinien)              | Fußball           |
|      | Jordan Spieth (USA)                     | Golf              |
| 2017 | Usain Bolt (Jamaika)                    | Leichtathletik    |
|      | Stephen Curry (USA)                     | Basketball        |
|      | Mo Farah (Großbritannien)               | Leichtathletik    |
|      | LeBron James (USA)                      | Basketball        |
|      | Andy Murray (Großbritannien)            | Tennis            |
|      | Cristiano Ronaldo (Portugal)            | Fußball           |
| 2018 | Roger Federer (Schweiz)                 | Tennis            |
|      | Mo Farah (Großbritannien)               | Leichtathletik    |
|      | Chris Froome (Großbritannien)           | Radsport          |
|      | Lewis Hamilton (Großbritannien)         | Formel 1          |
|      | Rafael Nadal (Spanien)                  | Tennis            |
|      | Cristiano Ronaldo (Portugal)            | Fußball           |
| 2019 | Novak Đoković (Serbien)                 | Tennis            |
|      | Lewis Hamilton (Großbritannien)         | Formel 1          |
|      | LeBron James (USA)                      | Basketball        |
|      | Eliud Kipchoge (Kenia)                  | Leichtathletik    |
|      | Kylian Mbappé (Frankreich)              | Fußball           |
|      | Luka Modrić (Kroatien)                  | Fußball           |
| 2020 | Lewis Hamilton (Großbritannien)         | Formel 1          |
|      | Lionel Messi (Argentinien)              | Fußball           |
|      | Eliud Kipchoge (Kenia)                  | Leichtathletik    |
|      | Marc Márquez (Spanien)                  | Motorradsport     |
|      | Rafael Nadal (Spanien)                  | Tennis            |
|      | Tiger Woods (USA)                       | Golf              |
| 2021 | Rafael Nadal (Spanien)                  | Tennis            |
|      | Joshua Cheptegei (Uganda)               | Leichtathletik    |
|      | Armand Duplantis (Schweden)             | Leichtathletik    |
|      | Lewis Hamilton (Großbritannien)         | Formel 1          |
|      | LeBron James (USA)                      | Basketball        |
|      | Robert Lewandowski (Polen)              | Fußball           |
| 2022 | Max Verstappen (Niederlande)            | Formel 1          |
|      | Tom Brady (USA)                         | American Football |
|      | Novak Đoković (Serbien)                 | Tennis            |
|      | Caeleb Dressel (USA)                    | Schwimmen         |
|      | Eliud Kipchoge (Kenia)                  | Leichtathletik    |
|      | Robert Lewandowski (Polen)              | Fußball           |
| 2023 | Lionel Messi (Argentinien)              | Fußball           |
|      | Stephen Curry (USA)                     | Basketball        |
|      | Armand Duplantis (Schweden)             | Leichtathletik    |
|      | Kylian Mbappé (Frankreich)              | Fußball           |
|      | Rafael Nadal (Spanien)                  | Tennis            |
|      | Max Verstappen (Niederlande)            | Formel 1          |
| 2024 | Novak Đoković (Serbien)                 | Tennis            |
|      | Armand Duplantis (Schweden)             | Leichtathletik    |
|      | Erling Haaland (Norwegen)               | Fußball           |
|      | Noah Lyles (USA)                        | Leichtathletik    |
|      | Lionel Messi (Argentinien)              | Fußball           |
|      | Max Verstappen (Niederlande)            | Formel 1          |
| 2025 | Armand Duplantis (Schweden)             | Leichtathletik    |
|      | Carlos Alcaraz (Spanien)                | Tennis            |
|      | Léon Marchand (Frankreich)              | Schwimmen         |
|      | Tadej Pogačar (Slowenien)               | Radsport          |
|      | Max Verstappen (Niederlande)            | Formel 1          |

## Statistik
| Anzahl | Sportler           | Jahre                        |
| ------ | ------------------ | ---------------------------- |
| 5      | Novak Đoković      | 2012, 2015, 2016, 2019, 2024 |
| 5      | Roger Federer      | 2005–2008, 2018              |
| 4      | Usain Bolt         | 2009, 2010, 2013, 2017       |
| 2      | Lionel Messi       | 2020, 2023                   |
| 2      | Rafael Nadal       | 2011, 2021                   |
| 2      | Tiger Woods        | 2000, 2001                   |
| 2      | Michael Schumacher | 2002, 2004                   |